# Leone Giraldoni
Leone Giraldoni (né à Paris le 4 juillet 1824 et décédé à Moscou le 19 septembre 1897) est un baryton italien. 

## Biographie
Giraldoni a étudié à Florence avec Luigi Ronzi et a fait ses débuts dans le rôle du Grand Prêtre de Saffo de Giovanni Pacini (Lodi, 1847). Il a fait ses débuts à La Scala dans le rôle du Conte di Luna dans Il trovatore en 1850. Durant sa longue carrière, il a chanté dans toute l'Europe avec un succès considérable. Son dernier rôle a été dans Don Giovanni d'Austria de Filippo Marchetti à Rome au Teatro Costanzi en 1885. Après son retrait de la scène, il a enseigné le chant, d'abord à Milan, et à partir de 1891 au Conservatoire de Moscou. Parmi ses élèves, on trouve Nikolay et Medea Figner.
Les récits contemporains décrivent sa voix comme chaude, lisse et émise uniformément. Il a également été considéré comme un acteur remarquable, avec une présence sur scène noble et digne et un magnifique phrasé, qualités qui ont fait de lui l'un des barytons préférés de Verdi.
En effet, Giraldoni appartenait à une génération exceptionnelle de barytons capables de se produire dans les plus exigeantes des nouvelles œuvres de Verdi, et dans le répertoire existant du bel canto, avec un style exemplaire et des techniques vocales éprouvées. Les contemporains italiens de Giraldoni les plus en vue étaient probablement Francesco Graziani, Antonio Cotogni, Francesco Pandolfini et Adriano Pantaleoni.
Parmi les rôles qu'a créés Leone Giraldoni :
- Simone Boccanegra, dans Simon Boccanegra de Giuseppe Verdi, Teatro la Fenice de Venise, 12 mars 1857
- Vittore Pisani, dans Vittor Pisani de Achille Peri, Teatro Comunitativo de Reggio d'Émilie, 21 avril 1857
- Renato, dans Un ballo in maschera Giuseppe Verdi, Teatro Apollo de Rome, 17 février 1859
- Mazeppa, dans Mazeppa de Carlo Pedrotti, Teatro comunale de Bologne, 3 décembre 1861
- Paride, dans Romeo e Giulietta de Filippo Marchetti, Teatro Grande de Trieste, 25 octobre 1865
- Masaniello, dans Salvator Rosa d'Antônio Carlos Gomes, Teatro Carlo-Felice de Gênes, 21 mars 1874
- Matteo, dans Il violino del diavolo de Agostino Mercuri, Teatro Comunale de Cagli, 12 septembre 1878
- Il duca d'Alba, dans le Duca d'Alba de Gaetano Donizetti, Teatro Apollo de Rome, 22 mars 1882

Giraldoni a épousé la célèbre soprano et violoniste Carolina Ferni. Leur fils, Eugenio Giraldoni (1870–1924), est devenu baryton comme son père. À Rome en 1900, Eugenio a créé le rôle du Baron Scarpia dans Tosca de Puccini.

## Écrits
Leone Giraldoni est l'auteur de deux ouvrages sur la voix et le chant:
- Guida teorico-pratica ad uso dell'artista-cantante, Bologne, 1864 (qui a été révisé et complété dans l'édition publiée en 1884)
- Compendium, Metodo analitico, filosofico e fisiologico per la educazione della voce, Milan, Ricordi, 1889.

## Source de la traduction
- (it) Cet article est partiellement ou en totalité issu de l’article de Wikipédia en italien intitulé « Leone Giraldoni » (voir la liste des auteurs).